# Proceso de destitución de Carlos Andrés Pérez
El proceso de destitución de Carlos Andrés Pérez fue un juicio político llevado a cabo en el Congreso Nacional de Venezuela en 1993 para remover al entonces presidente de Venezuela tras la intención de la Corte Suprema de Justicia de enjuiciarlo por corrupción.

## Historia
El 22 de febrero de 1989 la ministra de Hacienda Eglée Iturbe de Blanco, presentó en el Consejo de Ministros una solicitud presidencial de una rectificación presupuestaria de 250 millones de bolívares (17 millones de dólares) del presupuesto (partida secreta) del Ministerio de Relaciones Interiores para gastos de seguridad y defensa del país.
En 1992 el periodista José Vicente Rangel reveló que el presidente Carlos Andrés Pérez había utilizado 250 millones de bolívares pertenecientes al presupuesto del Ministerio de Relaciones Interiores para financiar las elecciones en Nicaragua y apoyar al gobierno de la recién electa presidenta, Violeta Chamorro.  Existió una misión secreta, denominada Operación Orquídea, con la que el gobierno de Pérez envió un total de 40 policías venezolanos a Managua para custodiar a la  presidenta Chamorro. CAP también fue acusado de financiar la campaña de Jaime Paz en Bolivia.
En marzo de 1993 el Fiscal General de la República en ese momento, Ramón Escobar Salom, introdujo una acusación en contra de Pérez por malversación de fondos bajo la Ley Orgánica de Salvaguarda del Patrimonio Público.
El presidente Pérez mantuvo su inocencia en todo momento, declarando:

El manejo de la partida secreta en gastos concernientes a la seguridad del Estado no tiene fronteras. Muchas veces cuestiones decisivas tienen que ver con la necesidad de un Estado de saber qué pasa en el entorno.

En mayo de 1993 la Corte Suprema de Justicia determinó con 9 votos contra 6 que había méritos suficientes para la apertura de un antejuicio de mérito en contra del mandatario. Votaron en contra los magistrados Cecilia Sosa, Héctor Grisanti Luciani, Aníbal Rueda, Carlos Trejo Padilla, Luis Henrique Farías Mata y Alfredo Ducharne.
El Comité Ejecutivo Nacional (CEN) de AD votó 21 contra 7 a favor de enjuiciar al presidente.
El Congreso de Venezuela decidió destituirlo del cargo para que enfrentara el proceso judicial. En el Senado 39 senadores votaron a favor de destituir a Carlos Andrés Pérez, de los cuales 28 eran miembros de Acción Democrática; sólo 4 miembros del partido salvaron su voto, entre ellos, Leopoldo Sucre Figarella.

## Consecuencias
La Corte Suprema dictó la «detención judicial» de Pérez por 10 contra 4 y Carlos Andrés Pérez fue arrestado en el retén del Junquito en mayo de 1994. Por su edad, sin embargo, se le concedió después arresto domiciliario. En 1996 la Corte Suprema determinó la culpabilidad de Pérez y lo sentenció a dos años y cuatro meses de prisión. Pocos meses después de esta decisión fue liberado, ya que su sentencia había comenzado a contarse  desde su detención en 1994.
La condena de Carlos Andrés Pérez fue un eje central en las campañas de Rafael Caldera y Hugo Chávez, quien había sido líder del primer intento de golpe de Estado de 1992 en su contra.